# Taipa
Taipa (portugalsky Ilha do taipa, znaky 氹仔) je bývalý ostrov v Jihočínském moři, který je součástí čínského regionu Macao.
Bývalý ostrov měl rozlohu 7,9 km²[zdroj?] a rozkládal se severně od macajského ostrova Coloane. Tyto ostrovy propojili Číňané pevninou v jeden ostrov, který nazvali Cotai. Stavba začala již v r. 1968, pokračovala v 90. letech a v r. 2005 bylo propojení hotové. Ostrov byl pak propojen s Macajským poloostrovem mosty. Nové propojení má rozlohu 5,2 km². Následně bylo na této ploše postaveno mnoho nových hotelů a kasin. Bývalý ostrov spadá pod katolickou farnost Freguesia de Nossa Senhora do Carmo.
Mezi významné budovy v Tampě patří Mezinárodní letiště Macao, vědecko-technologická univerzita a Městská univerzita.